# Xã Moore, Quận Stevens, Minnesota
Xã Moore (tiếng Anh: Moore Township) là một xã thuộc quận Stevens, tiểu bang Minnesota, Hoa Kỳ. Năm 2010, dân số của xã này là 243 người.